# 懷氏海馬
懷氏海馬為輻鰭魚綱棘背魚目海龍魚科的其中一種，分布於西南太平洋區的澳洲及索羅門群島海域，棲息深度1-46公尺，體長可達13公分，棲息在海草床，屬肉食性，以小型甲殼類為食，卵胎生。